# Fragments de Lichtenberg
Fragments de Lichtenberg est un roman de Pierre Senges publié en avril 2008 par les Éditions Verticales. Il s'agit du sixième roman publié par l'auteur.
Pierre Senges postule que les aphorismes de Georg Christoph Lichtenberg (ses « fragments ») sont des extraits d'un « roman-fleuve de dix mille pages » perdu que des exégètes essayent de reformer.
Le livre a été très bien reçu par la critique en France
,,,. 
En décembre 2009, Fragments de Lichtenberg est nommé dans le The New Yorker comme un des livres à traduire d'urgence (« in most urgent need of translation »).

## Éditions
- Fragments de Lichtenberg, Paris, Éditions Verticales, 2008, 633 p.  (ISBN 2070783383).